# Soft power
Soft power (em português, poder brando, poder de convencimento ou poder suave) é uma expressão usada na teoria das relações internacionais para descrever a habilidade de um corpo político — um Estado, por exemplo — para influenciar indiretamente o comportamento ou interesses de outros corpos políticos por meios culturais ou ideológicos. O termo foi usado pela primeira vez pelo professor de Harvard Joseph Nye, no final dos anos 1980. Ele desenvolveu o conceito em seu livro de 2004, Soft Power: The Means to Success in World Politics (em português, "Soft Power: Os meios para o sucesso na política mundial"). Embora sua utilidade como teoria descritiva tenha sido contestada, a expressão soft power entrou, desde então, no discurso político como uma maneira de distinguir os efeitos sutis de culturas, valores e ideias no comportamento de outros. Nas palavras de Nye,

"O conceito básico de poder é a capacidade de influenciar os outros para que façam o que você quer. Basicamente, há três maneiras de se fazer isto: uma delas é ameaçá-los com porretes; a segunda é recompensá-los com cenouras; e a terceira é atraí-los ou cooptá-los para que queiram o mesmo que você. Se você conseguir atrair os outros, de modo que queiram o que você quer, vai ter que gastar muito menos em cenouras e porretes."

Essa terceira maneira de fazer com que os outros façam aquilo que lhe interessa seria, portanto, o soft power — que contrasta com o hard power, que historicamente tem sido a medida realista predominante do poder de um país, baseada em quantitativos, como o tamanho de população, do equipamento militar ou do PIB do país. Mas a disponibilidade de tais recursos nem sempre produz os resultados desejados, como os Estados Unidos descobriram na Guerra do Vietnã.
O sucesso do soft power depende grandemente da reputação do "ator" na comunidade internacional, e também do fluxo de informações entre atores. Nas relações internacionais, o soft power é em geral associado à ascensão da globalização e do neoliberalismo.